# The Miracle (dal)
A The Miracle a harmadik dal a brit Queen rockegyüttes 1989-es The Miracle albumáról. Bár akkoriban már nem jelölték külön, melyik dalt ki szerezte, az évek elteltével a nyilatkozatokból kiderült, hogy alapvetően Freddie Mercury ötlete volt – Brian May gitáros csodálkozott is rajta, hogy az akkor már AIDS-es énekes a halál árnyékában ilyen vidám dalt tud írni.
A dalszerzés és a szöveg véglegesítése során mind a négyen közreműködtek, adtak ötleteket, Peter Freestone, Mercury személyi titkára szerint „közös stúdiómunka gyümölcse” volt. C mollban íródott, és viszonylag lassú, percenként 92-es a ritmusa. A szövege a világ csodáiról, és a világbéke iránti vágyról szól. Sokan kritizálták is, amiért túl szentimentális, és Roger Taylor dobos is, bár elismerését fejezte ki a zenével kapcsolatban, a szöveget túl naivnak találta a saját cinikus stílusához képest. Az egyik sorban Mercury megemlíti a Bábel tornyát, és egyik kedvenc zenészét, Jimi Hendrixet, mint a világ csodáit.
1989. november 27-én kislemezen is megjelent, és a huszonegyedik helyet érte el az angol slágerlistán. A borítóján a The Miracle album borítójának inverz színezésű képe volt látható. A kislemez B oldalára a „Stone Cold Crazy” 1974-es koncertfelvétele került. A The Times gúnyosan írta róla: „a csodák, amelyekről Mercury énekel a címadó dalban, mindent felölelnek, kezdve a »béke a földön« utópiájától a jóval világiabb örömökig: »vasárnap reggel egy csésze teával«. Ebben ki is merülnek a lemez szociális kommentárjai.”
A hozzá készült klipben Mercury ötletére iskolás gyermekek alakították az együttes tagjait – magát Mercuryt Ross McCall, aki később Az elit alakulat című sorozattal lett ismert. A filmet a DoRo rendezőpáros forgatta november 21-én a londoni Elstree stúdióban. A gyermekszínészek sok felvételt megnéztek az együttesről, így készültek fel a szerepükre. Az együttes rendkívül el volt ragadtatva a színészek munkájától, és a forgatás nagyon vidám hangulatban telt.

## Közreműködők
- Ének: Freddie Mercury
- Háttérvokál: Freddie Mercury

Hangszerek:
- John Deacon: Fender Precision Bass
- Brian May: Red Special
- Freddie Mercury: Ludwig zongora, Korg M szintetizátor
- Roger Taylor: Ludwig dobfelszerelés

## Kiadás és helyezések
| 7" kislemez (Parlophone QUEEN 15, Anglia) 1. The Miracle – 5:02 2. Stone Cold Crazy (koncertfelvétel) – 2:15 5" CD és 12" kislemez (Parlophone 12 QUEEN 15, Anglia) 1. The Miracle – 5:02 2. Stone Cold Crazy (koncertfelvétel) – 2:15 3. My Melancholy Blues (koncertfelvétel) – 3:43 | \| Év \| Lista \| Helyezés \| \| ---- \| ----------------------- \| -------- \| \| 1989 \| Brit kislemezlista[7] \| 7 \| \| 1989 \| Belgium Ultratop[8] \| 28 \| \| 1989 \| Hollandia MegaCharts[8] \| 16 \| \| 1989 \| Ír slágerlista[9] \| 23 \| \| 1989 \| Német slágerlista[8] \| 78 \| |          |
| Év | Lista | Helyezés |
| 1989 | Brit kislemezlista | 7        |
| 1989 | Belgium Ultratop | 28       |
| 1989 | Hollandia MegaCharts | 16       |
| 1989 | Ír slágerlista | 23       |
| 1989 | Német slágerlista | 78       |

## Külső hivatkozások
- Dalszöveg
- The Miracle (dal). www.queensongs.info. (angolul) Queensongs.info – Részletes dalszerkezet elemzés
- The Miracle videóklip. YouTube
- Slágerlistás helyezései. ukmix.org (angolul)